# Batalla de La Marfée
La batalla de La Marfée se libró el 6 de julio de 1641 durante la guerra de los Treinta Años cerca de Sedán, actual Francia. Enfrentó a un ejército del rey Luis XIII de Francia bajo el mando del mariscal Gaspar de Coligny contra los rebeldes franceses liderados por Luis de Borbón, conde de Soissons, y Federico Mauricio de La Tour de Auvernia, duque de Bouillon, que tenían el refuerzo de un ejército imperial español encabezado por el general Guillaume de Lamboy, enviado desde los Países Bajos Españoles por orden del Cardenal-Infante don Fernando de Austria. Los rebeldes franceses y las fuerzas de los Habsburgo infligieron una importante derrota al ejército real francés, y por un momento el cardenal Richelieu temió que los rebeldes, apoyados por las fuerzas españolas, pudieran avanzar hacia París. Sin embargo, poco después murió el conde de Soissons, no se sabe si asesinado o por accidente, y la rebelión se desvaneció.

## Trasfondo histórico
Desde 1636 algunos miembros prominentes de la nobleza francesa habían estado conspirando contra el cardenal Richelieu. Mientras que algunos huyeron a Londres para intentar ganarse el apoyo del rey Carlos I antes del estallido de la Revolución inglesa, otros lo hicieron al Principado de Sedán, un Estado independiente del Sacro Imperio Romano Germánico cuyo príncipe, Federico Mauricio de La Tour de Auvernia, daba la bienvenida a los protestantes franceses y a otras facciones hostiles a Francia y al cardenal Richelieu. Este príncipe también participó en la conspiración «Príncipes de la Paz» junto al conde de Soissons y a Enrique II, duque de Guisa, con la finalidad de recuperar los privilegios de los grandes señores feudales. En abril de 1641, Richelieu y el rey Luis XIII enviaron al ejército de campaña bajo el mando de Gaspard III de Coligny para que pusiera fin a sus planes.
Mientras el ejército real se desplazaba para asediar Sedán, los rebeldes entraron en pánico y pidieron ayuda a los Habsburgo. Desde 1640 España estaba afrontando rebeliones internas en Portugal y Cataluña y por ello el Conde-duque de Olivares, valido del rey Felipe IV, veía a los rebeldes franceses como «el único medio de salvación del naufragio». Por ello, el Cardenal-Infante don Fernando de Austria, hermano del rey y gobernador de los Países Bajos Españoles, llegó a un acuerdo con Soissons y Bouillon para entregarles dinero con el que sufragar su ejército y también enviarles tropas. El compromiso se estableció a principios de junio y poco después se les unieron a los rebeldes siete mil soldados españoles y del Sacro Imperio liderados por Guillaume de Lamboy, que sería recordado como un incompetente, aunque no más que Coligny, comandante de las tropas realistas francesas.

## Batalla

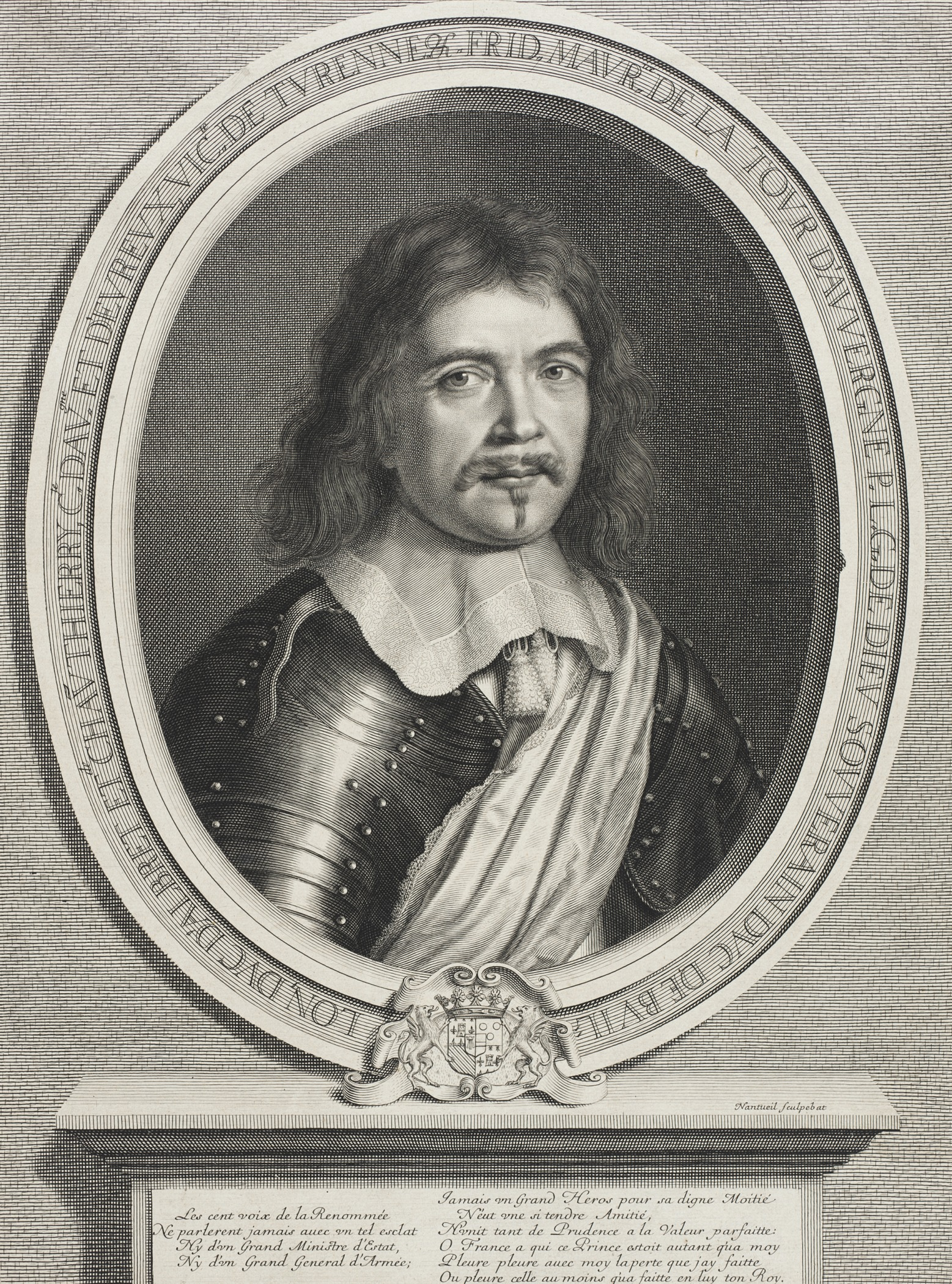
Federico Mauricio de La Tour de Auvernia, duque de Bouillon. Grabado por Robert Nanteuil.

El ejército hispano-imperial cruzó el río Mosa por Bazeilles el 5 de julio sobre un puente de barcas y se unió a los rebeldes a las 09:00 p. m. del día siguiente en la llanura que se extendía entre el bosque de La Marfée y la villa de Chaumont. Lamboy estaba al frente de la infantería, Bouillon tomó el mando de la caballería y Soissons de la reserva. Coligny partió al frente de las tropas realistas desde su campamento en Rémilly, en la orilla izquierda del Mosa, y comenzó a marchar hacia la llanura bajo la lluvia y por un terreno boscoso y muy accidentado. Una hora después, los soldados franceses llegaron al campo de batalla empapados y exhaustos. Los combates comenzaron a las 11:00 p. m. con un breve intercambio de artillería, tras lo que Coligny tomó la iniciativa y ordenó una carga de caballería contra la derecha de los rebeldes, que a duras penas mantuvieron la posición. Lamboy reaccionó rápido para restaurar el orden en sus filas y repelió la carga.
Mientras Coligny se enfrentaba a la infantería rebelde, Bouillon, que mantenía a sus jinetes ocultos detrás de un alto del terreno, esperaba a una señal de su escudero Domerville, que vigilaba desde una colina cercana el momento idóneo para cargar contra las tropas realistas. Media hora después del inicio de la batalla, Domerville dio la señal y la caballería de Bouillon se lanzó contra el flanco derecho de Coligny. La caballería cargó en desorden contra la infantería francesa, a la cual rompió sus líneas y expulsó del campo de batalla en desbandada. El ejército conjunto de los rebeldes y los Habsburgo hizo 4000 prisioneros, entre ellos 400 oficiales, y capturó toda la artillería, impedimenta, muchas banderas y 400 000 libras francesas en efectivo del ejército realista de Coligny.

## Repercusiones

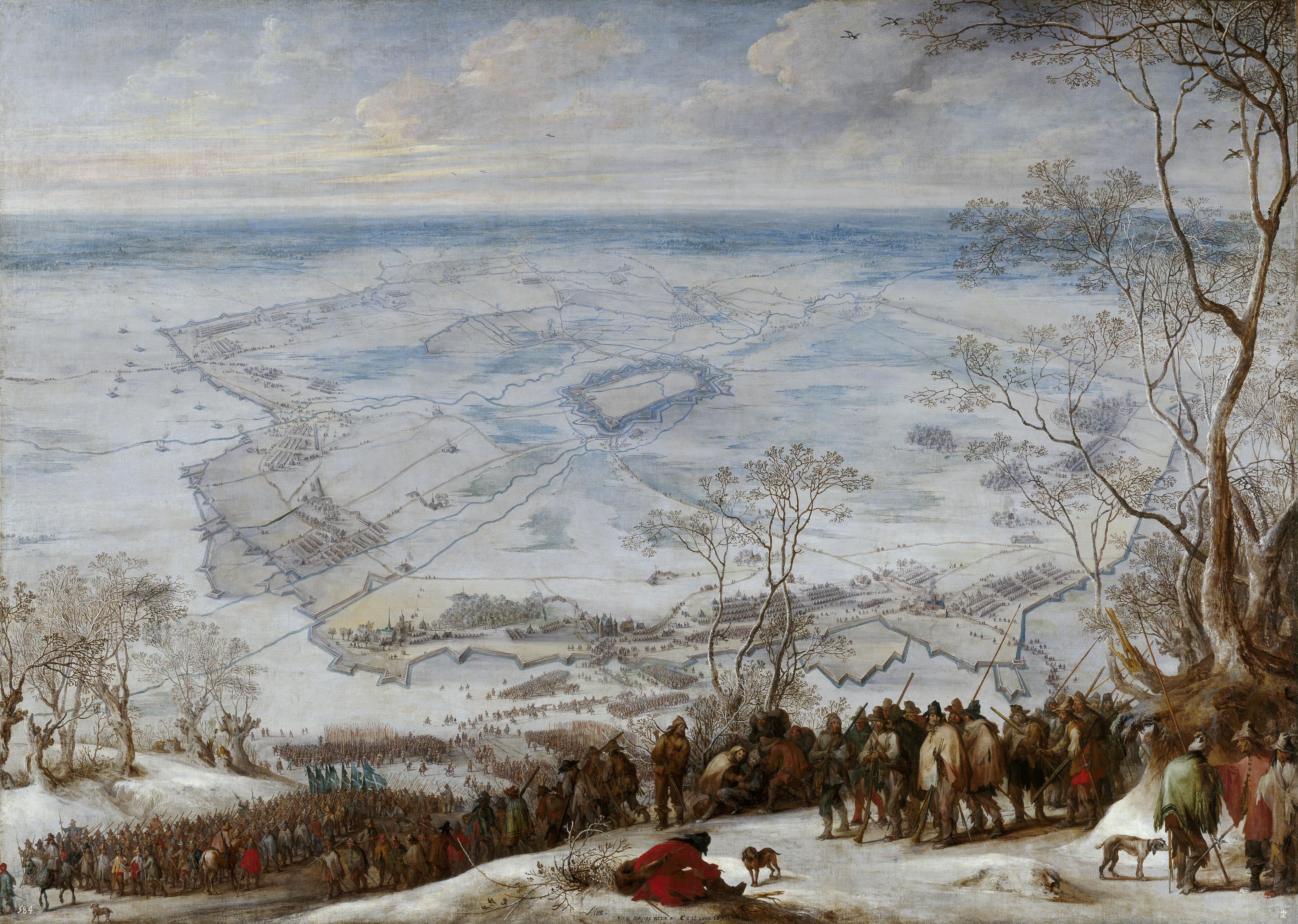
El asedio de Aire-sur-la-Lys, por Peter Snayers.

El conde de Soissons murió al final de la batalla en extrañas circunstancias. Pudo ser asesinado por un sicario enviado por el cardenal Richelieu o se pudo herir mortalmente a sí mismo mientras se levantaba la visera de su yelmo con el cañón de una pistola. Si hubiera sobrevivido, la derrota realista en La Marfée podría haber tenido consecuencias catastróficas para Francia. Sin el liderazgo de Soissons, sus seguidores pronto abandonaron su causa, y la posibilidad de acabar con Richelieu desapareció. En junio de 1642, la rebelión había sido completamente aplastada. Bouillon solo salvó su vida convirtiéndose del calvinismo al catolicismo y rindiendo su ducado al Reino de Francia. Algunos conspiradores, como Henri Coiffier de Ruzé, marqués de Cinq-Mars, fueron ejecutados, mientras que otros, como Gastón de Orleans, hermano del rey, marcharon al exilio.
Desde un punto de vista militar, la derrota francesa en La Marfée supuso la destrucción del ejército de campaña, lo que dejó al ejército francés en Flandes bajo el mando de La Meilleraye en una posición insostenible, pues se suponía que las fuerzas de Coligny debían acudir a ofrecerles apoyo una vez que acabaran con la rebelión. La Meilleraye había conquistado la localidad de Aire-sur-la-Lys el 27 de julio, pero en las maniobras siguientes el ejército español consiguió retomar Lillers, expulsar a las tropas francesas de Aire y sitiar la localidad. Coligny fue sustituido por Urbain de Maillé-Brézé y lo que restaba de su ejército se integró con otras unidades recién reclutadas. Para evitar la caída de Aire en manos españolas, los franceses asediaron y tomaron Lens, La Bassée y Bapaume, mientras que Aire se conquistó por los españoles definitivamente el 7 de diciembre.
La mayoría de estas conquistas del Reino de Francia serían revertidas tras la ofensiva española, liderada por Francisco de Melo, que culminó en la Batalla de Honnecourt al año siguiente.